# Leidang

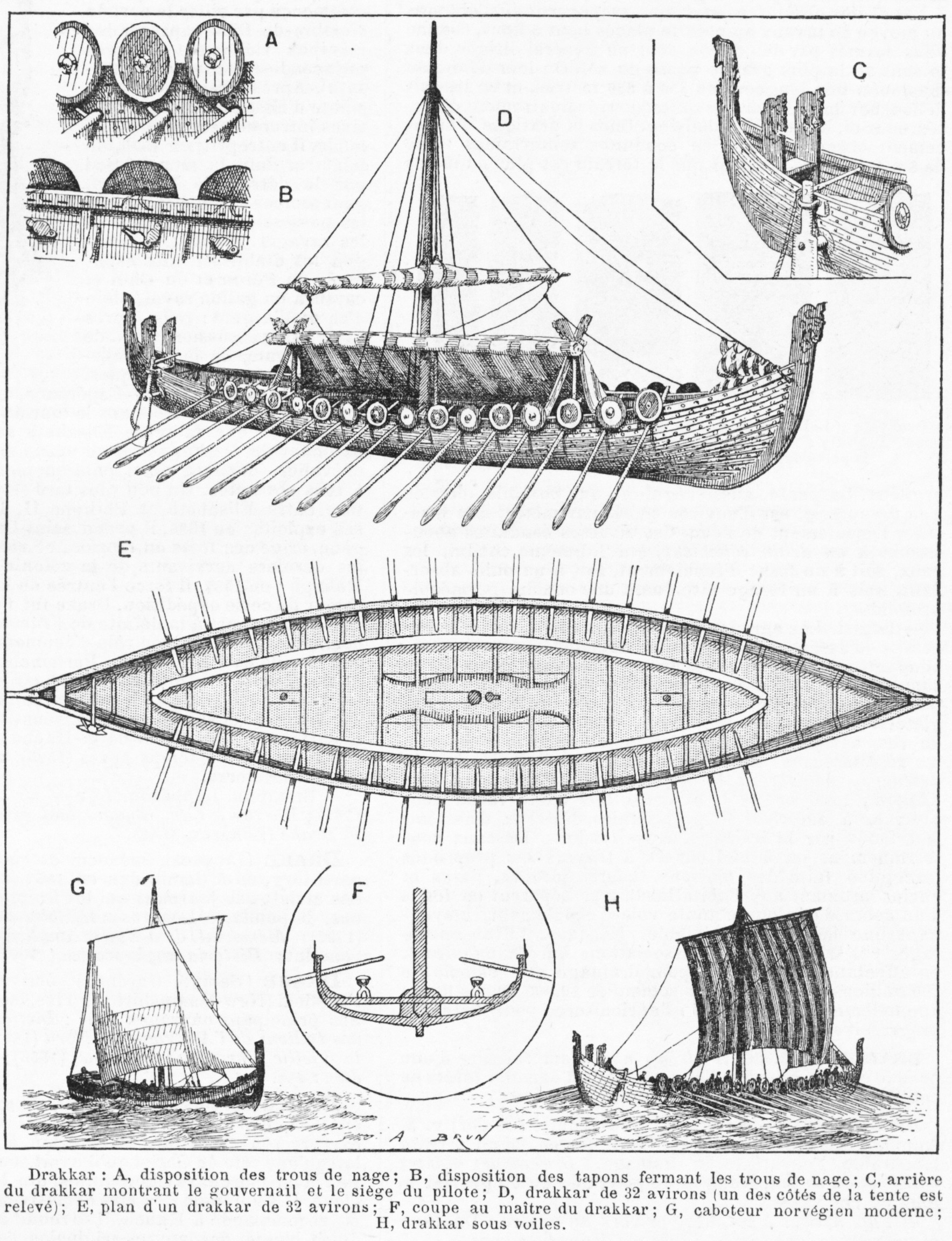
El drakkar, típica embarcación de las incursiones vikingas del leidang.

Leidang (en nórdico antiguo: leiðangr; en noruego nynorsk: leidang; en noruego bokmål y danés: leding; en sueco, ledung; en latín: expeditio o algunas veces lething en inglés) era una institución de leva pública compuesta por granjeros libres (bóndaherrin) típica de la Escandinavia medieval. Fue una forma de conscripción para organizar flotillas costeras y actuar en incursiones estacionales y la defensa del reino.

## Origen
El leiðangr se estableció en la Edad Media y no en la era vikinga, como algunos afirman. Similar a los hundred de los pueblos germánicos, los centeni son descritos por Tácito en el año 98 d. C. Tácito mencionó la poderosa flota de los suiones, que podría basarse en el leidang No obstante, a la vista de que todas las fuentes son medievales (la más temprana, la antigua institución legal de los Gulating) correspondería al siglo XI como muy pronto o ya entrados en el siglo XII como más probable, pero sin certeza. Antes del leidang, la defensa del reino se basaba probablemente en contribuciones voluntarias para la flota de defensa. Con el auge de las monarquías, la contribución se convirtió en un deber.

## Estructura
El leiðangr era un sistema que organizaba una flota costera con un objetivo defensivo, comercio de tipo coactivo, saqueos y guerras agresivas. Normalmente, la flota hacía salidas para sus incursiones durante dos o tres meses de verano. Todos los hombres libres estaban obligados a participar en el leiðangr, todos ellos eran llamados a las armas cuando fuerzas invasoras amenazaban el territorio, pero solo una pequeña fracción de las naves participaba en las expediciones que, a menudo, eran provechosas. Muchos magnates y caudillos tribales intentaban introducir a su gente tan a menudo como era posible.
Las tierras estaban divididas en distritos y componían la tripulación, "skipreiða" (en nórdico antiguo), "skipæn" (en danés) o "roslag" (en sueco). Los granjeros debían construir y equipar una nueva nave. El tamaño está predefinido con un número concreto de remos, en principio cuarenta remos. En Noruega hubo hasta 279 de esos distritos. El líder del distrito se denominaba "styrimaðr" o "styræsmand", el que dirige, y su función era de capitán de la nave. La unidad más pequeña era el equipo de campesinos, quienes tenían que armar y proveer un remero ("hafnæ" en danés, "manngerð" en nórdico antiguo).
Según la Ley de Uppland, los hundred de Uppland debían proveer por lo menos cuatro naves cada uno, los de Västmanland dos naves y Roslagen una nave. Las antiguas leyes de leiðangr exigen a cada hombre, como mínimo, armarse a sí mismo con un hacha y una espada, que se sumaban al escudo y la lanza, y por cada bancada de remos (normalmente dos hombres) un arco y 24 flechas. Más tarde, en el siglo XII y XIII, este código fue modificado y aumentaron el equipamiento a los ciudadanos más honorables, con cascos y mallas, escudos, lanzas y espadas, que era el equipo mínimo de un agricultor acomodado o un burgués debía equiparse para la guerra.

## Evolución
En el siglo XI los nobles mandaban estas levas, aunque a partir del siglo XII hasta en XIV no era extraño que un obispo encabezase un leiðangr. En algunas partes de Escandinavia, el leiðangr se convirtió en un impuesto durante los siglos XII y XIII, pagado por todos los granjeros libres hasta el siglo XIX, aunque la leva del barco era frecuentemente llamada a las armas y fue común durante los siglos XIII al XV. La flota leiðangr noruega llegó incluso hasta Escocia en 1260. El uso de la leva en forma de impuesto, en lugar de proveer una fuerza naval, fue más frecuente en Dinamarca y Suecia que en Noruega, ya que el reino de Noruega dependía más de sus fuerzas navales que de las bases en tierra.

## Fyrd en Inglaterra
En tiempos de la Inglaterra anglosajona, la defensa se organizaba en el fyrd, una milicia formada en los distritos amenazados por un ataque. El servicio era de corta duración y se esperaba que los participantes aportasen sus propias armas y provisiones. El origen del fyrd puede encontrarse a partir del siglo VII d. C., y parece que la obligación de los ingleses a servir en la leva es anterior a cualquier evidencia escrita. 
Se supone que fue Alfredo el Grande quien desarrolló el sistema del fyrd y fue muy usado por el rey Haroldo II de Inglaterra en 1066, como ejemplo de resistencia a la invasión frente a Harald III de Noruega y Guillermo el Conquistador.
El historiador David Sturdy es muy cauto sobre el fyrd como precursor de los ejércitos nacionales contemporáneos, compuestos por personas de cualquier rango social:
La persistente creencia de que campesinos y pequeños granjeros se unieron para formar un ejército nacional o "fyrd" es una extraña fantasía inventada por anticuarios a finales del siglo XVIII o principios del XIX para justificar el servicio militar obligatorio universal.